# Intel 8008

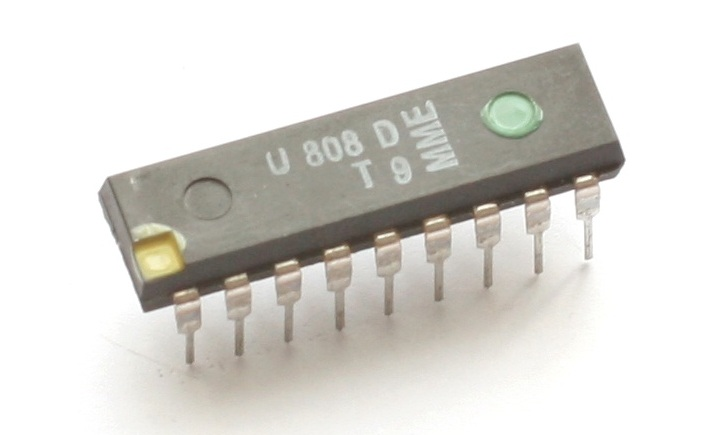
i8008 clon U808 fet per GDR.

L'Intel 8008 va ser un dels primers microprocessadors orientats a 8 bits dissenyat i produït per Intel, introduït en abril de 1972. Originalment conegut com el 1201, el xip va ser encarregat per Computer Terminal Corporation (CTC) per implementar un repertori d'instruccions dissenyat pel seu terminal programable Datapoint 2200. Com el xip es va retardar i no va assolir els requisits de rendiment de CTC, el 2200 finalment va utilitzar en lloc seu la seva pròpia CPU basada en TTL. Un acord permetia a Intel vendre el seu xip a altres fabricants després que Seiko expressés el seu interès per utilitzar-lo per a la seva calculadora.

## Història
CTC format a San Antonio (Texas) el 1968 sota la direcció d'Austin O. Roche "Gus" i Phil Ray, ambdós enginyers de NASA. Roche, en particular, va ser qui primer va prendre interès a produir un computador d'escriptori. Això no obstant, donada la immaduresa del mercat, el pla dfe negocis de l'empresa va dir que només seria un reemplaçament del ASR-33 Teletype, que seria comercialitzat amb el nom de Datapoint 3300. El cas, dissenyat per John "Jack" Frassanito, va ser precoçment designat a omplir el mateix espai que la màquina d'escriure IBM Selectric, i feia servir la mateixa pantalla de vídeo per conservar la mateixa relació d'aspecte del terminal d'IBM 029 de targetes perforades. Encara que va ser un èxit comercial, el 3300 tenia problemes d'escalfament en curs per la quantitat de circuits empaquetats en un espai tan petit.
Per a fer front a l'escalfament i altres qüestions, es va iniciar el redisseny de totes les característiques de la circuiteria reimplementant-la en un sol xip. Buscant una empresa que fos capaç de produir el seu xip dissenyat, Roche va triar a Intel, després primer venedor de xips de memòria. Roche es va reunir amb Bob Noyce, que va expressar la seva preocupació amb el concepte; Frassanito recorda que "Noyce diu que és una idea intrigant, i que Intel podia fer-la, però seria un avançament ximple. Va dir que si té un xip d'ordinador, només es pot vendre per un xip d'ordinador, mentre que amb la memòria, pot vendre centenars de xips per equip." Una altra preocupació important és que la base de clients existents d'Intel adquireixin els seus xips de memòria per al seu ús amb els seus propis dissenys de processador; si Intel presentava el seu propi processador, que podria ser vist com un competidor, els seus clients podrien buscar a un altre lloc la seva memòria. Això no obstant, Noyce va arribar a un acord de desenvolupament per uns 50.000 dòlars a principis de 1970. Texas Instruments (TI) també es va assenyalar com un segon proveïdor.
TI va ser capaç de fer ràpidament mostres del 1201 basat en dibuixos d'Intel, però aquestes van resultar ser errònies i van ser rebutjades. Les mateixes versions d'Intel es van retardar. CTC va decidir reimplementar les noves versions del terminal utilitzant tecnologia TTL discrets en lloc d'una CPU simple. Aquest nou sistema va ser publicat com el Datapoint 2200 a la primavera de 1970, amb la seva primera venda a General Mills el 25 de maig de 1970. CTC va parar el desenvolupament del 1201 després que es llancés el 2200, com ja no calia. Sis mesos més tard, Seiko es va acostar a Intel expressant l'interès a utilitzar el 1201 en una calculadora científica, probablement després de veure l'èxit del simple Intel 4004 utilitzat per Busicom en el seu negoci calculadores. A continuació es va fer un petit redisseny, sota el lideratge de Federico Faggin, el dissenyador del 4004, ara el líder del projecte del 1201, expandint el disseny de 16 a 18 pins, i el nou 1210 va ser entregat a CTC a finals del 1971.
En aquest punt CTC una vegada més havia passat, aquesta vegada al Datapoint 2200 II, que va ser més ràpid i va incloure un disc dur. El 1201 ja no era prou poderós per al nou model. CTC va votar per posar fi a la seva participació amb el 1201, venent la propietat intel·lectual del disseny a Intel per un contracte de 50.000 dòlars. Intel va canviar-li el nom a 8008, i el va posar al seu catàleg en abril de 1972 valorat amb 120 dòlars. Intel estava inicialment preocupat per la seva base de clients existent, cosa que va ser posteriorment demostrat infundat, i el 8008 va passar a ser un èxit comercial de disseny. Això va ser seguit per l'Intel 8080, i, a continuació, l'enorme èxit de la família Intel x86. Un dels primers equips que va construir un sistema complet al voltant del 8008 va ser l'equip de Bill Pentz a California State University Sacramento. El Sac State 8008 va ser possiblement el primer verdader microcomputador, amb un sistema operatiu de disc construït amb IBM Basic assembly language en PROM conduint un monitor de color, dis dur, teclat, mòdem, una lectora de cinta d'àudio/paper i impressora. El projecte ca començar la primavera de 1972 i amb l'ajut de Tektronix el sistema va ser completament funcional un any més tard. Bill assisteix a Intel amb el kit MCS-8 i proporciona una clau d'entrada al repertori d'instruccions Intel 8080 amb el qual ajuda a fer-lo especialment útil per a la indústria i els aficionats.

## Disseny

i8008 microarquitectura.

Implementat amb una geometria de 10 μm amb PMOS, les versions inicials corrien a 0.5 MHz, després es va incrementar a 0.8 MHz amb el 8008-1. Les instruccions prenien entre 3 i 11 cicles: les càrregues de registre a registre i les operacions de l'ALU preneien 5T (10μs a 0.5 MHz), de registre a memòria 8T (16μs), mentre les crides i els salts preneien 11 cicles (22μs). El 8008 era una mica més lent en quant es referia a instruccions per segon (de 45.000 a 100.000) que l'Intel 4004 de 4 bits i l'Intel 4040, però el fet que el 8008 processés dades de vuit bits a la vegada i que pogués accedir a molta més RAM encara el feia relativament ràpid en moltes aplicacions. El 8008 tenia 3.500 transistors.
Les següents CPUs Intel 8080 i 8085 també van estar fortament basades amb el mateix disseny bàsic; fins i tot l'arquitectura x86 (originàriament una extensió no tan estricta del 8085) poc s'assembla al disseny original del Datapoint 2200 (cada instrucció del repertori d'instruccions del 8008 tenia una equivalència directa amb el repertori d'instruccions major del 8080, i amb l'encara més llarg repertori d'instruccions de l'Intel Core 2, encara que el codi d'operació és diferent en tots tres).
El xip (limitat pels 18 pins de l'empaquetatge DIP) tenia un bus simple de 8 bits bus i requeria una significant quantitat de suport lògic extern. Per exemple, les adreces de 14 bits, que podien accedir a "16 K x 8 bits de memòria", necessitaven ser obtingudes per alguns d'aquesta lògica a registres d'adreça de memòria externa (MAR, Memory Address Register). El 8008 podia accedir a 8 ports d'entrada i 24 ports de sortida.
Per controladors i el CRT terminal la seva utilització va ser un disseny acceptable, però aquest va ser molt difícil d'utilitzar en moltres altres tasques. Molt pocs dels primers dissenys de computadors es van basar en ell, però molts podrien utilitzar les millores del posterior Intel 8080 en lloc seu.
La família 8008 també és referenciada com MCS-8.

## Dissenyadors
- CTC (Repertori d'instruccions i arquitectura): Victor Poor i Harry Pyle.
- Intel (Implementació en silici):
  - Marcian "Ted" Hoff i Stan Mazor i Larry Potter (IBM caps científics d'IBM) van proposar una implementació en un sol xip de l'arquitectura CTC, utilitzant una memòria de registres RAM en lloc d'una memòria de registres de desplaçament, i també van afegir facilitats en algunes instruccions i interrupcions.
  - Federico Faggin va convertir-se en cap de projecte el gener de 1971, després va ser suspès -sense sorpreses- 7 mesos més tard, fins al seu èxit en abril de 1972.
  - L'enginyer en projectes Hal Feeney va fer el disseny lògic detallat, el disseny del circuit, la disposició física sota la supervisió de Faggin, que fa servir la mateixa metodologia de disseny de Faggin originalment dissenyada pel microprocessador Intel 4004 i utilitzant els circuits del 4004.